# Venaco
Venaco (in corso U Serraghju o Venacu) è un comune francese di 767 abitanti situato nel dipartimento dell'Alta Corsica nella regione della Corsica. Ogni anno vi si tiene il 3 e 4 maggio la Fiera di u Casgiu dedicata ai formaggi e ai prodotti artigianali e tipici della Corsica.

## Società

### Evoluzione demografica
Abitanti censiti

## Infrastrutture e trasporti
Il comune è servito dall'omonima stazione ferroviaria della linea ferroviaria a scartamento metrico Bastia – Ajaccio.